# Sowjetisch-französischer Beistandsvertrag
Der sowjetisch-französische Beistandsvertrag vom 2. Mai 1935 war ein in Paris geschlossener Beistandspakt zwischen der Republik Frankreich und der Sowjetunion. Er wurde in Frankreich am 27. Februar (Unterhaus)/12. März (Senat) 1936 ratifiziert. Der Austausch der Ratifikationsurkunden fand in Moskau am 27. März 1936 statt, der Vertrag wurde bei dem Sekretariat des Völkerbundes am 18. April 1936 hinterlegt. Die Ratifizierung durch die französische Nationalversammlung löste als Reaktion des NS-Staates die Rheinlandbesetzung aus.
Inhalt des Vertrages war insbesondere eine gegenseitige Beistandspflicht für den Fall, dass eine der Vertragsparteien Opfer eines Angriffs eines Dritten europäischen Staates würde. Er war Höhepunkt der sowjetisch-französischen Annäherung nach 1932. Er sollte ursprünglich Grundlage eines Systems der kollektiven Sicherheit gegen das nationalsozialistische Deutschland unter Beteiligung Frankreichs, der Sowjetunion sowie mittelosteuropäischer Verbündeter werden; ein beschränkter Anschluss erfolgte jedoch lediglich durch den tschechoslowakisch-sowjetischen Vertrag vom 16. Mai 1935. Der Vertrag und die Idee der kollektiven Sicherheit in Osteuropa entstammten einer vom französischen Außenminister Louis Barthou vertretenen Politik. Nach seinem Tod durch das Attentat auf den jugoslawischen König Alexander I. 1934 schloss sein Nachfolger Pierre Laval zwar noch den Beistandsvertrag vom 2. Mai 1935, eine energische Umsetzung der Idee eines Systems der kollektiven Sicherheit verfolgte er jedoch nicht mehr.